# Subí que te llevo
Subí que te llevo es una película de Argentina filmada en Eastmancolor dirigida por Rubén W. Cavallotti sobre el guion de Salvador Valverde Calvo que se estrenó el 21 de agosto de 1980 y que tuvo como actores principales a Sandro, Mariquita Valenzuela y Darío Víttori. Juan Carlos Desanzo, el futuro director de cine, fue el director de fotografía. Subí que te llevo, fue la última película protagonizada por Sandro luego el cantante retoma con sus shows y apariciones en conciertos.

## Sinopsis
Un famoso cantante popular que se enamora de una chica que vive con su anticuado tío se hace pasar por su hermano para ser aceptado.

## Reparto
- Sandro
- María Valenzuela
- Darío Víttori
- Julia Sandoval
- Adriana Gardiazábal
- Marisa Herrero
- Eduardo Muñoz
- Claudia Cárpena
- Pablo de Tejada
- León Sarthié
- Liliana Cozzi
- Ricardo Jordán
- Juan Leyrado
- Néstor Saponaro
- Juan José Aquino

## Comentarios
Raúl Álvarez Pontiroli en Convicción escribió:

«Una muestra de lo que se entiende como popular. Sandro menea las caderas y Mariquita azota a Quilmes… a la única que se le puede creer es a la excelente Marisa Herrero.»

Armando M. Rapallo  en Clarín dijo:

«Ritmo ágil, bien dosificadas canciones, eficaz nivel actoral en varios de sus intérpretes principales, y por sobre toda consideración, la presencia absorvente de una de las figuras de nuestra música popular más importantes.»